# Max Porter
Max Porter, född 29 juni 1987, är en engelsk före detta fotbollsspelare som senast spelade för Chelmsford City.
Porter spelade som ung i Tottenham Hotspur FC och Southend United FC. 2005 gick han till Cambridge United FC där han gjorde sin debut i seniorsammanhang. Han valde att flytta till Bishop's Stortford FC till säsongen 2006/07 och efter att ha imponerat för the Blues värvades han av Barnet FC.
Första säsongen i Barnet FC spelade han både som högerback och som innermittfältare och gjorde totalt 30 matcher och 1 mål. Porter lämnade klubben för Rushden & Diamonds sommaren 2009.